# Brachythecium olympicum
Brachythecium olympicum là một loài rêu trong họ Brachytheciaceae. Loài này được Jur. mô tả khoa học đầu tiên năm 1865.